# 水谷寛
水谷 寛（みずたに ひろし、1960年〈昭和35年〉1月17日 - 2023年〈令和5年〉2月2日）は、エフエム山口 (FMY) のアナウンサー。

## 来歴
大分県中津市出身。早稲田大学卒業。
アナウンサーを志したきっかけは、1979年に第61回全国高等学校野球選手権大会の箕島対星稜延長18回で植草貞夫の実況を聴いたことだという。1985年12月のFM山口開局ほぼ当時から活動開始。
長寿番組となった『ウキウキ放送局』シリーズを1986年10月より番組開始当初から番組終了まで担当し、2019年末の同番組終了後は県政放送等のナレーションを主に務めていたが、2023年2月2日午後に亡くなったことが2月5日付けでFM山口から公表された。63歳没。同局の放送を長年引っ張って来た大ベテランだった。

## 人物
趣味は読書、ネット、スポーツ観戦で福岡ソフトバンクホークスのファン。特技はアニメ・特撮の本人いわく偏った知識。

## 担当番組
- シティ・インフォメーション[3]
- ふれあいインタビュー[1]
- UKIUKI放送局 → ウキウキ放送局！零[1]
- UP UP Night[1]
- 水曜日だよ RED CARD[3]
- SUNDAY SPORTS 630
- FM県民ダイアリー
- HOT INFORMATION[4]
- ビリフラMAX「ビート・オン・スポーツ」